# Ildar Ibragimow
Ildar Rifkatowicz Ibragimow, ros. Ильдар Рифкатович Ибрагимов (ur. 16 sierpnia 1967 w Kazaniu) – rosyjski szachista, reprezentant Stanów Zjednoczonych od 2002 do ?, od ? reprezentant Rosji, arcymistrz od 1993 roku.

## Kariera szachowa
Pierwsze znaczące sukcesy zaczął odnosić na początku lat 90. XX wieku. W 1991 roku podzielił I miejsce (wraz z Władimirem Kramnikiem i Andriejem Charłowem) w młodzieżowych (do lat 26) mistrzostwach Związku Radzieckiego w Chersoniu oraz wystąpił w Marindze w zespole ZSRR na drużynowych młodzieżowych mistrzostwach świata, zdobywając dwa złote medale (wraz z drużyną oraz za indywidualny wynik na III szachownicy).
Po rozpadzie Związku Radzieckiego osiągnął szereg indywidualnych sukcesów na arenie międzynarodowej, zwyciężając bądź dzieląc I miejsca m.in. w:
- Filadelfii (1992),
- Budapeszcie (1993),
- Komotini (1993, wraz z Vasiliosem Kotroniasem, Jewgienijem Pigusowem, Margeirem Peturssonem i Suatem Atalikiem),
- Chanii (1993),
- Grazu (1994, wraz ze Zdenko Kožulem, Władimirem Burmakinem, Gieorgijem Timoszenko i Georgiem Mohrem),
- Groningen (1994, m.in. wraz z Arielem Sorinem, Siemionem Dwojrisem, Drazenem Sermkiem, Aleksandrem Sznajderem i Siergiejem Szipowem),
- Budapeszcie (1995, dwukrotnie I m. w Spring Openie oraz turnieju First Saturday FS02 GM),
- Biel (1997),
- Bad Wiessee (1999, wraz z Aleksandrem Szabałowem),
- Atenach (1999),
- Grazu (1999),
- Lizbonie (2000, wraz z Mladenem Palacem, Leinierem Dominguezem i Erikiem van den Doelem),
- Waischenfeld (2000),
- Fürth (2001, wraz z Alexandrem Naumannem),
- Lindsborgu (2004, wraz z Aleksandrem Moisejenko),
- Minneapolis (2005, wraz z Arturem Jusupowem, Jewgienijem Najerem i Aleksandrem Bielawskim),
- Filadelfii (2006, wraz z Joelem Benjaminem, Wadimem Miłowem, Gatą Kamskim, Jaanem Ehlvestem, Leonidem Judasinem, Aleksandrem Wojtkiewiczem, Aleksandrem Iwanowem i Giorgim Kaczeiszwilim),
- Mashantucket (2007, wraz ze Zwiadem Izowią, Aleksandrem Stripunskim i Gatą Kamskim).

W roku 2006 w San Diego zajął II miejsce w jednej z dwóch grup finałowych indywidualnych mistrzostw Stanów Zjednoczonych. W tym samym roku zadebiutował w drużynie USA na szachowej olimpiadzie w Turynie, zdobywając wraz z zespołem brązowy medal.
Najwyższy ranking w dotychczasowej karierze osiągnął 1 kwietnia 2006, z wynikiem 2637 punktów zajmował wówczas 75. miejsce na światowej liście FIDE, jednocześnie zajmując 4. miejsce wśród amerykańskich szachistów.